# Tehnocrație
Tehnocrația este o formă de guvernământ prin care puterea de decizie la nivel executiv aparține tehnicienilor și oamenilor de știință, numiți tehnocrați. Conceptul de tehnocrație este în general ipotetic, deși în anumite domenii-cheie, posturile de conducere sunt rezervate tehnocraților. Într-o tehnocrație, factorii de decizie sunt aleși pe baza competențelor acestora într-un anumit domeniu și nu pe criterii politice. Tehnocrația urmează în mare măsură tradiția altor teorii meritocratice și își asumă întregul control al statului asupra problemelor politice și economice.
Originea termenului de tehnocrație provine de la punerea în aplicare a metodei științifice în vederea rezolvării anumite probleme sociale. Susținătorii tehnocrației consideră că dilemele de natură economică, politică și morală ar dispărea prin adoptarea tehnocrației. Într-o societate tehnocrată, s-ar acorda atenție deosebită asupra sustenabilității în detrimentul profitului financiar. Scopul tehnocrației este să asigure continuitatea social-industrială a unei națiuni.

## Etimologie
Cuvântul "tehnocrație" provine din limba greacă, din cuvântul tekhne (îndemânare) și kratos (putere de decizie). Folosirea termenului într-un context politic îi este atribuită lui William Henry Smyth, un inginer american, care în 1919 a descris tehnocrația ca fiind "guvernarea poporului prin intermediul funcționarilor publici, oamenii de știință și ingerii", deși termenul propriu-zis a fost folosit în alte contexte mai înainte de 1919.